# Musikforschungsstelle
Die Musikforschungsstelle (japanisch 音楽取調掛, Ongaku Torishirabegakari) wurde in Japan am 23. Oktober 1879 eingerichtet und im Februar 1885 in „Amt für Musikforschung“ (音楽取調所, Ongaku Torishirabesho) umbenannt. Sie wurde gegründet, um die westliche Musik in Japan einzuführen und um einen Plan zur Musikerziehung an Schulen zu erarbeiten; als solche gehörte sie zum Kultusministerium. Die Musikforschungsstelle wurde auf Anregung von Izawa Shūji (1851–1917) und Megata Tanetarō (1853–1926) eingerichtet und ging 1887 als Vorläufer der Tōkyō Ongaku Gakkō (東京音楽学校, dt. „Konservatorium Tokio“) in der Hochschule der Künste Tokio auf.

## Überblick
Als 1872 in Japan das Schulsystem durch das „Gesetz über das Schulsystem“ reorganisiert wurde, war bereits der Unterricht im Singen vorgesehen. Allein es fehlte zu dieser Zeit an Lehrern und Lehrmitteln für den Unterricht. Izawa, der 1879 durch seine Eingabe beim Kultusministerium die Bildung eines Amtes zur systematischen Musikforschung anregte, war von 1875 bis 1878 zusammen mit Takamine Hideo (1854–1910) und Kōzu Senzaburō (1852–1897) an der Bridgewater Normal School (heute: die Bridgewater State University) in Massachusetts ausgebildet worden. Als erster Leiter des neuen Amtes berief er seinen Bostoner Lehrer Luther Whiting Mason und einige Gagaku-Musiker, darunter sein Studienfreund Kōzu, Yamase Shōin (1845–1908), Uchida Yaichi, Shiba Fujitsune (1849–1917) und Ue Sanemichi (1851–1937), und eröffnete 1880 den Lehrbetrieb. Zusammen mit diesen Musikern kompilierte er die „Liedersammlung für die Grundschule“ (小學唱歌集, Shōgaku shōkashū), das erste Lehrbuch für den Musikunterricht. Mason kehrte bereits zwei Jahre nach seiner Berufung im Jahr 1872 nach Amerika zurück. An seine Stelle trat der preußische Marine-Kapellmeister Franz Eckert.
Um eine praktikable Methode und einen Kompromiss für die Musikerziehung zu finden, untersuchte Izawa die westliche, die traditionelle japanische Musik (Gagaku), die Volksmusik und die chinesische Musik (清楽, Shingaku).